# Николич, Лазар
Лазар Николич (серб. Лазар Николић; род. 1 августа 1999, Лесковац) — сербский футболист, полузащитник клуба «Црвена звезда».

## Клубная карьера
Николич — воспитанник клуба «Дубочица» и ОФК. 5 ноября 2016 года в матче против «Пролетера» он дебютировал в сербской Суперлиге в составе последнего. В 2017 году Лазар перешёл в столичный «Партизан», где выступал за молодёжный состав. В 2018 году он перешёл в итальянский СПАЛ. но так и не дебютировал за основной состав. В 2019 году Николич вернулся на родину, подписав контракт с клубом «Явор». 3 ноября в матче против «Инджии» он дебютировал за новую команду. 16 декабря 2020 года в поединке против «Вождоваца» Николич забил свой первый гол за «Явор». 
В начале 2023 года Николич перешёл в «Црвену звезду». 12 марта в матче против «Нови-Пазар» он дебютировал за новую команду. В своём дебютном сезоне Николич стал чемпионом и завоевал Кубок Сербии.

## Международная карьера
В 2016 году в составе юношеской сборной Сербии Николич принял участие в юношеском чемпионате Европы в Азербайджане. На турнире он был запасным и на поле не вышел.

## Достижения
Клубные
 «Црвена звезда»
- Победитель сербской Суперлиги — 2022/2023
- Обладатель Кубка Сербии — 2022/2023